# Mapiri
Mapiri är en ort i Bolivia.   Den ligger i departementet La Paz, i den nordvästra delen av landet, 500 km nordväst om huvudstaden Sucre. Mapiri ligger 806 meter över havet och antalet invånare är 2 597.
Terrängen runt Mapiri är kuperad åt sydväst, men åt nordost är den bergig. Runt Mapiri är det glesbefolkat, med 8 invånare per kvadratkilometer.. Det finns inga andra samhällen i närheten. 
I omgivningarna runt Mapiri växer i huvudsak städsegrön lövskog.